# راسيل روبرتسون
راسيل روبرتسون هو لاعب هوكي الجليد كندي، ولد في 1928.